# Binaural
Binaural is het zesde studioalbum van de Amerikaanse rockband Pearl Jam en op 16 mei 2000 uitgegeven.
De band begon de opnames ervan aan het eind van 1999. Dat was na de grote tournee die werd gehouden na uitgave van het album Yield in 1998. Op het album experimenteerde de band met het eigen geluid, vooral de nummers die met binaural-techniek worden opgenomen. Binaural werd positief ontvangen door critici en debuteerde op nummer twee in de Amerikaanse Billboard 200.